# Дудович, Марчелло
Марчелло Дудович (итал. Marcello Dudovich; Триест, 21 марта 1878 — Милан, 31 марта 1962) — итальянский рекламный художник и иллюстратор.
Вместе с Леонетто Каппиелло, Адольфом Хоэнштейном, Джованни Марией Маталони и Леопольдо Метликовицем был одним из отцов современного итальянского рекламного плаката.

## Детские годы
Марчелло Дудович родился в Триесте в 1878 году. Его отец Антонио работал сотрудником страховой компании Assicurazioni Generali и в знак своих революционных симпатий носил красную гарибальдийскую рубашку. Её мать, Элизабетта Кадорини, уроженка Триеста, была пианисткой. Кроме Марчелло в семье было ещё три брата, один из них — альтист Триестского струнного квартета Манлио Дудович. Марчелло учился в реальной школе Триеста, а затем в институте промышленного искусства. Он был ленивым и недисциплинированным мальчиком, но очень любопытным и любившим рисование. Введенный своим двоюродным братом, художником Гвидо Гримани, в среду «Триестинского Артистического Кружка», он часто посещал студии художников Триеста, встречаясь с великими местными художниками, такими как Эудженио Скомпарини и Артуро Риетти.

## Дебют в Милане
Марчелло Дудович переехал из Триеста в Милан в 1897 году. Благодаря дружбе его отца с Леопольдо Метликовицем, который в то время уже был признанным художником и рисовальщиком плакатов, Марчелло был взят на работу в литографию компании «Officine Grafiche Ricordi». В этой среде, художник мог сравнивать свои работы с работами самых популярных стендовых плакатистов того времени, такие как Адольф Хоэнштайн, Алеардо Вилла, Леонетто Каппьелло, Джованни Мария Mataloni. Здесь же он получил первые задания создать эскизы для рекламы. Он расширил свое обучение, посетив курсы академического рисунка и изучения обнаженной натуры в 1898 году в «Патриотическом художественном обществе» в Милане и открыл студию живописи вместе с Метликовицем и греческим художником Арванитаки. В это время Марчелло сделал свои первые самостоятельные работы по рекламе для компаний Ricordi, а также для других литографических фабрик, таких как Gualapini, Cantarella и Modiano.

## Опыт Болоньи
1899 год, стал выдающимся годом в творческой карьере Марчелло Дудовича. Его пригласили в Болонью работать на графической фабрике Эдмондо Шаппюи. Художник, покидая Милан, сохранил деловые отношения с Officine Grafiche Ricordi. Именно в Болонье Марчелло начинает создавать рекламные щиты, обложки, иллюстрации и эскизы для различных журналов; Этим годам соответствуют первые автономные и законченные работы, подписанные Марчелло. В этот период он также был штатным иллюстратором журнала «Fantasio» в 1902 году, издававшегося в Риме и специализирующегося на литературе, критике и эстраде. В 1900 году он создал плакаты, благодаря которым он три года подряд, с 1900 по 1902 год, побеждал в конкурсе «Весенние торжества», объявленном Обществом пробуждения городской жизни: он стал бесспорным лидером художников итальянского плаката, даже выиграв медаль "Золото на Всемирной выставке в Париже в 1900 году.
В 1902 году он участвовал в Международной выставке современного декоративного искусства в Турине, демонстрируя плакат с «фиксированной идеей» под фирменным названием художественного кооператива «Aemilia Ars», известного своими исследованиями старинных моделей эпохи Возрождения и обработки ювелирных изделий, кожи, мебели и керамики. В 1904 году он сотрудничал с журналом искусств и литературы «Новиссима», которым руководил Эдоардо де Фонсека. Журнал, выпускавшийся десять лет, считался Манифестом современной графики, изысканным итальянским изданием, посвященным искусству оформления книг и фундаментальной роли стиля Либерти, в котором сотрудничали крупнейшие художники того времени: в дополнение к Дудовичем были Ферруччо Баруффи, Луиджи Бомпар, Феличе Казорати, Джакомо Балла, Гаэтано Превиати.
Художник пробудет в Болонье шесть продуктивных лет, и здесь он встретит свою будущую жену Элизу Буччи, журналистку из Фаэнцы, писавшую статьи по вопросам моды, которая будет представлять вдохновляющую музу прекрасных женских черт, изображенных в его рекламных кампаниях. У женщины уже был сын Эрнесто, которого Дудович позже усыновит. Единственная дочь Элизы и Марчелло — Адриана, которая в 1935 году выйдет замуж за молодого венецианского художника Вальтера Резентера. Вместе с молодым человеком, его большим поклонником, переехавшим в Милан с твердым намерением стать его учеником, Дудович начнет долгое сотрудничество, как в области плакатов, так и в отделке стен. В этот период он установил художественные и исторические связи с городом Флоренцией, в котором Альфонсо Руббиани и его школа молодых художников работали в течение многих лет.
Он работает для болонского юмористического журнала Italia Ride, для которого он создаст многочисленные иллюстрации, сатирические и декоративные карикатуры, журнала, ориентированного на новое видение искусства, которое постепенно преображается в стиль модерн. Это сотрудничество приводит его к тесному контакту с наиболее важными фигурами итальянского авангарда, такими как Аугусто Маяни, он же Насика, художественный руководитель, Аугусто Сезанн, Луиджи Бомпар, Уго Валери, Арденго Соффичи, Галилео Чини и другими реставраторами, из числа которых художник рисует причину дальнейшего роста. Он оставался в Болонье до 1905 года, когда закончилось сотрудничество с заводом Chappuis в Болонье из-за неоспоримой тенденции Триеста к профессиональной свободе в поиске всегда новых впечатлений, которые, безусловно, могли бы материализоваться в гораздо более индустриальных городах, таких как Милан.

## Второй миланский период
В октябре 1905 года Дудович получил приглашение от издателя Арманино поехать в Геную, и, несмотря на первоначальный энтузиазм, условия работы здесь были не идеальные. Он снова возвращается в Милан в 1906 году, где готовит мероприятие европейского значения: Международную выставку, связанную с открытием Симплонского туннеля . После восстановления отношений с Ricordi Graphic Workshops художник вместе с другими дизайнерами плакатов своей команды участвует в конкурсе по выбору рекламного плаката, который будет представлять выставку. После получения награды за открытие туннеля Симплон Дудовичу было поручено оформить внешние стены павильона итальянского декоративного искусства на Международной выставке в Милане, который был разрушен пожаром. Дудович, ныне начинающий мастер в области графики начала века, с большим интересом смотрит на новые авангардные европейские движения, такие как «Фовизм», инициированный Анри Матиссом, и экспрессионизм группы «Die Brücke» из Дрездена. 1907 и 1913 годы — это годы плакатов, созданных для рекламных кампаний, проводимых неаполитанскими универмагами Fratelli Mele, направленных на продвижение рекламы компании. Они представляют собой его самые оригинальные и счастливые изобретения: «женщина в красном платье», «женщина в синем платье», женщина, разглядываемая с контрастирующими чувствами парочкой прохожих. Но это также годы, когда Дудович разработал один из своих самых известных плакатов для александрийской компании Borsalino, выиграв конкурс, организованный Домом для рекламы шляпы «Зенит». Этот плакат, представленный Дудовичем вне конкурса, получит награду и станет для него самой большой данью и признанием. Художник усердно посещает миланские общественные места, вступая в контакт с величайшими личностями, которые вдохновляют культурную жизнь столицы. Он описывает среду, в которой перемещаются джентльмены и буржуазия, где проявляется мирское, однако ему удается идеализировать мир, интерпретатором которого он становится — новой, процветающей «Belle Époque». В этих условиях он поддерживает дружеские отношения с Камилло Бойто, архитектором и писателем, а также с целым рядом великих художников и писателей миланских кругов, таких как Филиппо Каркано, Антонио Амброджо Альчати, Умберто Боччони и Федерико Андреотти. Регулярно посещая Caffè Biffi, Savini и Orologio, он вступает в контакт с модными кругами, которым также способствует его жена Элиза Буччи, которая работает корреспондентом некоторых известных журналов моды. Дудович, наблюдая трансформацию одежды, особенно женской, пользуется моментом, освобождая фигуру женщины и снабжая её всеми аксессуарами для соблазнения: перчатками, бантами, воротниками и чулками, и все это сопровождается сигаретой с дымом, который стал символом женской эмансипации той эпохи. Женщина сбегает из домашнего контекста, больше не отводя её домашним обязанностям конца девятнадцатого века, и наконец видит, что она возвысилась до определённой роли в обществе.

## Специальный корреспондент в Мюнхене
Известный за пределами страны, в 1911 году художник был вызван в Мюнхен издательством «Альберт Ланген», где ему было предложено сотрудничество в качестве репортера в качестве специального корреспондента известного журнала политической и социальной сатиры «Simplicissimus». Он соглашается на эту работу и заменяет Резничека рисовальщиком в редакции: он будет иллюстрировать в течение примерно четырёх лет, с 1911 по 1915 год, светскую страницу немецкой газеты с обширным выпуском акварелей, чернил и рисунков, вступая в контакт с ведущими представителями Немецкая графика, такая как Вильгельм Шульц, Теодор Гейне и Эдуард Тёни. В эти годы очень продуктивной деятельности в Мюнхене уроженец Триеста сотрудничает с директором Альбертом Лангеном и другими немецкими журналами, такими как «Meggendorfer Blätter», именно в 1912 году, выпустив альбом, состоящий из 32 пластинок и названный «Corso». В качестве специального корреспондента Дудович много путешествует по Европе, предлагая своей графикой живое свидетельство мирских привычек высшего общества. В 1956 году, с оттенком ностальгии по прошлым годам, уже пожилой художник рассказывает о своей жизни, возвращая смысл своих профессиональных путешествий следующими словами:
«Позвольте мне с радостью рассказать о времени, когда специальных посланников отправляли не на поля сражений, а на скачки и поля для гольфа, чтобы изображать красивых женщин, элегантную светскую жизнь, изысканность моды. Мы ездили из одной страны в другую без паспорта и без удостоверения личности: замечательная вещь. Затем был своего рода интернациональная разведка, которая выходила за рамки всех границ и даже любых политических разногласий. Это было время, когда можно было только верить в будущее […] Война все это отменила. Мы с женой сразу же вернулись в Италию. Боччони, Сирони, Мартинетти и Карра вышли на фронт с песней: „Смерть, Франц, да здравствует Обердан!“ . Я, сын Гарибальди, не смог уехать. Власти получили письмо, в котором меня обвиняли в германофилии. Мое сотрудничество с „Симплициссимусом“ вызвало у меня подозрения. Из заключения меня спасло вмешательство старого Рикорди. Однако я оставался под особым наблюдением, и на протяжении войны я должен был каждую неделю явиться в полицейский участок. С войной закончился самый красивый и беззаботный период моей жизни»
(Марчелло Дудович, теперь в Маурицио ди Пуоло (под редакцией) Марчелло Дудович 1878—1962. 100 эскизов и плакатов для La Rinascente, Милан: Fabbri, Bompiani, Sonzogno, Etas, 1985, стр. 15)
Несмотря на свою приверженность роли специального корреспондента, он не прерывает своего сотрудничества в качестве рисовальщика плакатов с Ricordi Graphic Factory. Дудович останется в «Симплициссимусе» до начала Первой мировой войны, когда, будучи сыном гарибальдийца, он не может допустить, чтобы его рисунки появлялись рядом с юмористическими карикатурами, дискредитирующими Италию. В Баварии художник оставался до 1914 года, и здесь он женился на Элизе Букки, с которой познакомился во время своего пребывания в Болонье и с которой у него родилась дочь Адриана.

## Во время войны
С началом Первой мировой войны в 1915 году Марчелло Дудович возвращается в Италию. В отличие от многих его коллег-художников, таких как Умберто Боччони, Марио Сирони, Карло Карра и Филиппо Томмазо Маринетти, которые добровольно или будут призваны сражаться в окопах в Альпах, он не сможет уйти на фронт. Решение принимается итальянскими властями, которые, несмотря на то, что он был сыном гарибальдийца, обвиняют его в германофилии из-за того, что он долгое время сотрудничал в немецком журнале. По решению Военного суда, Марчелло Дудович был интернирован. Направленный в место интернирования по решению Военного суда, спасение Триеста было вмешательством и политическим влиянием его бывшего нанимателя Джулио Рикорди, с которым он никогда не прерывал своего сотрудничества. Несмотря ни на что, он находится под особым наблюдением на протяжении всей войны, вынужден каждую неделю ходить в полицейский участок и проходить повторные проверки на предмет его политических взглядов. Художник демонстрирует свой патриотизм, работая в годы войны над некоторыми военными плакатами, фактически он создает темперный эскиз, изображающий итальянского солдата, привязанного к итальянскому флагу.
В своих работах он черпает вдохновение в реальности, изображая моделей во плоти и крови или работая над фотографиями, сделанными им самим. В этом случае сам Марчелло выступает в качестве модели для своих работ, фотографируя себя в униформе, а затем используя это изображение в качестве точного эталона для создания проекта работы. В последние годы войны 1917 — 1920 художник движется в столице Пьемонта, Турин, где он работал в поле фильма, создавая неопределимое количество фильмов плакатов, как занятых молодым издателем Polenghi. Дудович оставался в Турине до 1920 года, когда его дружба возродилась с художником-графиком Акилле Лучано Маузаном, французом по происхождению, но натурализовавшимся итальянцем, создавшим киноплакаты. И Маузан, и Дудович работают на Ricordi Officine, и их дружба приведет их к сотрудничеству для туринской киноиндустрии, точнее, для Cleo Films и Felsina Films. В Турине он сотрудничал с антиавстрийскими файлами «Gli Uni… e gli Altri!» (1915) Г. Антона Траверси, над " Il Pasquino " и «Satana Beffa» (1919) и, наконец, над «итальянской иллюстрацией» (1922). Помимо сотрудничества с несколькими журналами, он также создает рисунки для моделей кукол производства Lenci . Годы Великой войны по многим очевидным причинам ознаменовали драматический перерыв, Дудович понял, что его мир, мир Прекрасной эпохи, мертв навсегда; и он был обновлен, присоединившись к модели двадцатого века Пьетро Маруссига и Акилле Фуни.

## IGAP и La Rinascente
Вернувшись в Милан в 1920 году, он вместе с юристом Арнальдо Стеффенини основал издательскую компанию «Star», компанию, которая производит плакаты от имени IGAP (Impresa Generale Affissioni Pubblicità), художественным руководителем которой он был с 1922 по 1936 год вместе с Марчелло Ниццоли и Луиджи Мартинати. Дудович создает плакаты для рекламных кампаний в основных отраслях промышленности Италии, и в эти годы начинается долгое сотрудничество, которое свяжет его с универмагом La Rinascente, для которого с 1921 по 1956 год он создаст более 100 плакатов. Плакаты для La Rinascente составляют около 5-6 ежегодных работ, предназначенных для рекламы многих коллекций. Изображения в основном фокусируются на модели пошива, на рекламируемых аксессуарах.
Универмаги, представляющие рынок среднего класса, предлагают хороший товар по низкой цене, чтобы стандартизировать население. Благодаря созданным для них постерам Дудович признан важной фигурой не только с графической точки зрения, но и благодаря способности его изображений передавать сообщение, которое затронет и повлияет на миллионы людей. В серийной постановке для La Rinascente Дудович выделяет прежде всего фигуру женщины: иллюстрации, представляющие единственное женское присутствие, сконцентрированы на одежде и аксессуарах, которые она носит. Модная иллюстрация Дудовича основана именно на этом, подчеркивая сильный соблазнительный заряд предмета одежды, который он изображает, подходящего для основной цели — коммерческого раскрытия информации о его продаже. Его участие со многими другими художниками в каталоге Veni vd vici (1924) для предпринимателя Джузеппе Вердзокки, его плакаты для «Миланского международного конкурса лошадей» 1926 года, «Конкурса лошадей в Стрезе» и всех других серия постеров для автомобилей Alfa Romeo . Признанный на национальном уровне в мире вывесок, в 1930 году он разработал знаменитый плакат для шин Pirelli и изготовил плакаты для самых важных итальянских и зарубежных промышленных компаний (Shell, Agfa Film, Bugatti, Fiat, Martini, Campari, Assicurazioni Generali, Magazzini). Яблоки).

## Фигура женщины
Работа Triestine запомнилась прежде всего тем, что в ней были представлены удобства итальянской буржуазии в период Прекрасной эпохи: элегантность, светский стиль, скачки, элегантная одежда и, прежде всего, женственность высокопоставленных женщин.
Дудович начинает сотрудничество в качестве графика с журналом «Женщина», делая его образцом изысканности и элегантности. Художник увековечивает женщин, лежащих на мягких диванах или в альковах с большими шляпами, зонтиками, веерами и драгоценностями. Известные герои его сказок на купюре — купальщицы. В течение двадцати лет фашизма эмансипация женщин претерпела регресс: режим навязал работающим женщинам мужскую одежду с целью гарантировать большую свободу передвижения, но, прежде всего, стандартизировать эстетику и поведение в соответствии с военным стилем. Следовательно, очень популярны предметы одежды и платья, которые больше не выделяют линии тела, а наоборот, естественно адаптируются к ним. Установив параметры, которые должны будут составлять новые плакаты, режим приведет Дудовича против его воли к резкому изменению его женских моделей. Плакаты нового производства утратят утонченный женский сюжет, уступив место мужественной мужской фигуре с мускулистыми телами и напряженными позами, которые станут новыми пропагандистскими образами фашистской эпохи. Он участвует в Венецианской международной художественной выставке 1920 и 1922 годов с картиной маслом под названием «Женщина в шляпе с вуалью». Название работы происходит от шляпы, которую женщина носит на голове и с которой падает вуаль.

## Декоратор стен
В начале тридцатых годов, с развитием авиации, художника вызвали в Рим для создания серии настенных фресок в темперной технике для помещений Министерства воздухоплавания, которые затем были выполнены в сотрудничестве с его зятем Вальтером Резентера. Однако это единственная публичная работа; в остальном Дудович работает только для своих самых близких друзей, украшая комнаты в городских или загородных резиденциях семей Борсалино-Савацци и Бруцио-Борлетти. Это развлечение, которое позволяет ему укрыться в своем идеальном мире, населенном крестьянами на работе или на вечеринках, животными и деревьями. Во многих случаях он изображает самих покровителей или животных, которых они любят. Это происходит на Вилле Пикколи в Гардоне, где немецкая овчарка, кошка и даже мышь представлены во имя гостеприимства; или на вилле Макалле ди Гуэлло, владении семьи Бруцио, где хозяева и их гости изображены играющими в гольф. В частности, в обширном цикле, написанном в 1946 году в гостиной имения Амалия в Вилле Веруккьо (фракция Римини), загородной резиденции семьи Борсалино, в благодарность за гостеприимство и дружбу Алессандры Друиди, вдовы Боралино, он создаст несколько фресок. темпера на трех стенах холла виллы. Общий эффект представляет собой четыре открытых снаружи павильона, оборудованных портьерами, занавесками и флажками, размещенными по бокам, вводя зрителя в пейзаж, который открывается за его пределами.

## Пребывание в Ливии
В 1937 году Марчелло отправился в Ливию, вызванный Итало Бальбо, на долгое время и вернулся туда в 1951 году в качестве гостя своей племянницы Нивеса Комаса Касати, уже его ученицы и модели. Длительное пребывание в Ливии сильно повлияет на него: вызывающая воспоминания экзотическая среда предлагает художнику множество предметов и идей и возрождает его потускневшую творческую свежесть. Дудович делает много фотографий местных сцен и фигур, делает множество рисунков и зарисовок, и этот материал переводится на живописном уровне в серию темперных работ, среди которых выделяется торжественным величием портрет — теперь уже в Америке. внук Нивес в африканском платье. Отныне почти в каждой персональной выставке, которую устраивает Дудович, будет раздел, посвященный Ливии и «ливийским пейзажам»: пейзажи, замки, стены, мечети; и неподвижные сцены из реальной жизни, человеческие типы, с особым вниманием к милостям красивых и молодых коренных жителей. Вернувшись в Италию, Дудович продолжит размышлять об этом красочном мире и отношениях между «двумя цивилизациями», вплоть до организации позных сессий в своей студии, чтобы вызвать вымышленные «ливийские» ситуации, заставляя друзей и моделей носить импровизированные буры и позировать. для некоторых серий фотографических снимков. В Ливию он снова вернется в 1951 году и также проведет там несколько персональных выставок.

## Последние годы
Вторая мировая война и смерть его жены Элизы Букки представляют собой окончательный прорыв, полный разрыв с коммерческой рекламной деятельностью, также определяемый трудностями работы с новыми создателями плакатов, которые теперь называются образцами графического дизайна. В этот период художник много занимался живописью, портретом и декором. Тем не менее, он никогда не откажется от плаката, создав около сорока широко известных плакатов в послевоенный период и в пятидесятые годы, и возобновив интенсивное сотрудничество с La Rinascente, которому он сможет посвятить больше работ удивительной свежести.
Марчелло Дудович умер от кровоизлияния в мозг 1 апреля 1962 года в Милане. Он похоронен на Монументальном кладбище Милана .

## Память
Его именем названы улицы в Милане, Триесте и Римини.

## Заметка
1. 1 2  RKDartists (нидерл.)
2. ↑  Marcello Dudovich (англ.) // Benezit Dictionary of Artists — OUP, 2017. — ISBN 978-0-19-977378-7 — doi:10.1093/BENZ/9780199773787.ARTICLE.B00054853
3. 1 2 3  Archivio Storico Ricordi — 1808.
4. ↑  App di ricerca defunti Not 2 4get. {{cite news}}: |first= пропущен |last= (справка)